# Aedon
Aedon (gr. Άηών – słowik) – postać w mitologii greckiej.
Według Odysei była córką Pandareosa i żoną Zetosa oraz matką Itylosa. Miała tylko jednego potomka i zazdrościła swojej szwagierce Niobe, przez co próbowała zabić jej najstarszego syna Amaleusa, gdy spał. Omyłkowo zabiła jednak swojego syna. Zrozpaczona kobieta ubłagała bogów by zamienili ją w słowika.
Według innych wersji mitu Aedon była córką Pandareosa z Miletu, małżonką Polytechnosa oraz matką Itysa. Mieszkali w Kolofonie w Lidii. W czasach, kiedy czcili bogów, wiedli szczęśliwe życie. Zaczęli się jednak chwalić, że są bardziej zgodną parą od Hery i Zeusa. Rozzłoszczona Hera postanowiła ich ukarać, zsyłając na nich Eris, która wzbudziła w nich chęć rywalizacji. Polytechnos zaczął budować rydwan, a Aedon tkała. To z nich, które skończyłoby pierwsze, miałaby otrzymać od drugiego służącą. Małżonka wygrała przy pomocy Hery. Zagniewany mąż uknuł zemstę. Wybrał się do Efezu, gdzie poprosił teścia o pozwolenia zabrania siostry Aedon, Chelidon, by ta odwiedziła siostrę. Polytechnos zgwałcił w drodze dziewczynę, odział w ubranie niewolnicy, obciął włosy i grozi śmiercią, jeśli ta ujawni przed siostrą swoją tożsamość. Chelidon przez pewien czas była służącą siostry. Pewnego dnia rozpaczała nad swoim losem przy źródle, co podsłuchała siostra i rozpoznała ją. Powzięły plan zemsty. Zamordowały Itysa, po czym podały go jaką strawę dla Polytechnosa, a następnie uciekły do Miletu. Polytechnos, dowiedziawszy się od sąsiada o okrutnym czynie sióstr, udał się w pościg za nimi, ale zatrzymała go służba Pandareosa, któremu córki powiedziały o postępku Polytechnosa. Związano go, posmarowano miodem i zostawiono na łące na pastwę much. Żona jednak ulitowała się nad nim i odpędziła muchy, a następnie uwolniła małżonka. Zagniewani bracia i ojciec chcieli ją za to zabić. Zeus okazał jednak litość wobec rodziny i zamienił wszystkich w ptaki. Aedon została zamieniona w słowika.